# Dilson Herrera
Dilson José Herrera García (né le 3 mars 1994 à Carthagène des Indes, Bolívar, Colombie) est un joueur de deuxième but   de la Ligue majeure de baseball.

## Carrière
Dilson Herrera est repéré dès l'âge de 13 ans par l'organisation des Pirates de Pittsburgh, avec qui il signe en 2010 son premier contrat professionnel pour un montant de 220 000 dollars US. Il est alors considéré comme l'un des meilleurs espoirs international dans sa catégorie. 
En juillet 2013, il représente, aux côtés de Gregory Polanco, l'organisation des Pirates au match des étoiles du futur disputé cette année-là au Citi Field, à New York. Le 27 août suivant, Herrera et le lanceur de relève droitier Vic Black sont échangés aux Mets de New York contre le voltigeur Marlon Byrd et le receveur John Buck.
Herrera fait ses débuts dans le baseball majeur avec les Mets le 29 août 2014 contre les Phillies de Philadelphie. Il est le premier joueur à évoluer avec les Mets après avoir commencé la saison au niveau A des ligues mineures, bien qu'il ait été promu au Double-A entre-temps. Il est aussi le 2e plus jeune joueur à évoluer dans les majeures en 2014 et le second né en 1994 à graduer à ce niveau après Rougned Odor.
Avec le lanceur gaucher des ligues mineures Max Wotell, Dilson Herrera passe des Mets aux Reds de Cincinnati le 1er août 2016 dans l'échange qui envoie le voltigeur Jay Bruce à New York.